# Libação

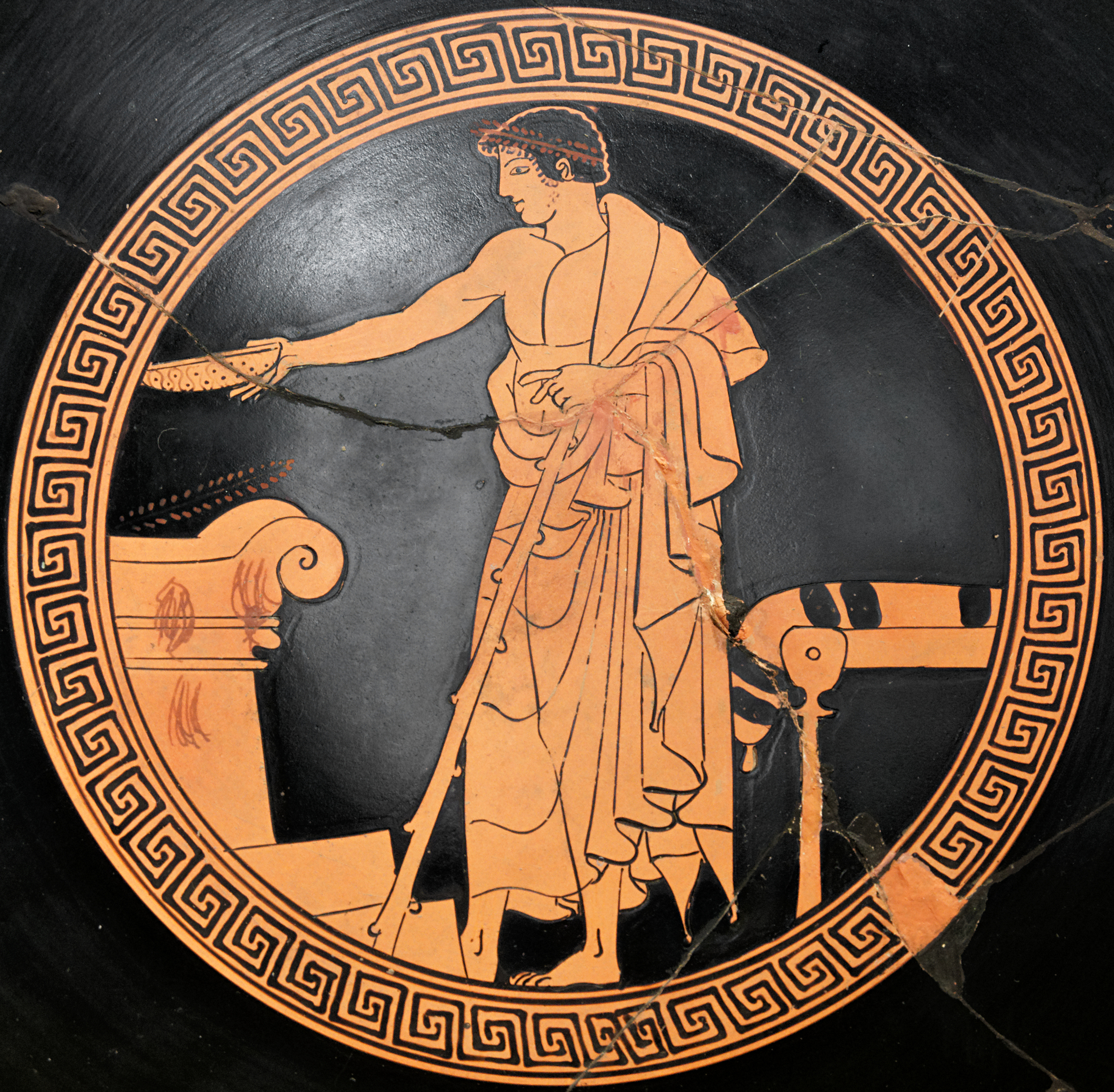
Figura grega (480 a.C.) representando uma libação

Libação é o ato de derramar água, vinho, sangue ou outros líquidos com finalidade religiosa ou ritual, em honra a um deus ou divindade.
Podemos observar essa prática da libação na antiga Roma ou na antiga Grécia, quando os descendentes ofereciam aos seus deuses, que eram os familiares mortos, a libação do vinho, do leite e do mel para que estes pudessem sorver o alimento de que precisavam, ainda que debaixo da terra.
É uma prática comum em muitas religiões da antiguidade, incluindo o judaísmo, e continuam a ser oferecidas em várias culturas atuais.
"E Jacó pôs uma coluna no lugar onde falara com ele, uma coluna de pedra; e derramou sobre ela uma libação, e deitou sobre ela azeite." (Gênesis 35:14)

## Exemplos
Nas religiões afro-brasileiras como Umbanda e Candomblé, por exemplo, existe o costume de derramar o primeiro gole para uma entidade, o famoso "gole do santo". Exu costuma ser honrado nesse processo, mas também em ocasiões específicas de oferenda, em que se lhe dá cachaça/aguardente, licor de canela, ou mesmo cidra e champanhe.
No contexto judeu, Isaías usa a libação como uma metáfora para descrever o fim da figura do "servo sofredor" que «derramou a sua vida até a morte» (Isaías 53:12).